# Die Rückkehr zu den 36 Kammern der Shaolin
Die Rückkehr zu den 36 Kammern der Shaolin (Originaltitel chinesisch 少林搭棚大師 / 少林搭棚大师, Pinyin Shàolín Dāpéng Dàshī, Jyutping Siu3lam4 Daap3paang4 Daai6si1, englisch Return to the 36th Chamber) ist ein Hongkong-Actionfilm aus dem Jahr 1980 unter der Regie von Lau Kar-leung. Obwohl er thematisch an Die 36 Kammern der Shaolin (1978) anknüpft, erzählt dieser Film eine eigenständige Geschichte. Er wurde vom Studio Shaw Brothers produziert und zählt zu den klassischen Kung-Fu-Komödien der 1980er-Jahre.

## Handlung
Ein einfacher Schwindler namens Chu Jen-chieh gibt sich als Mönch der Shaolin aus, um Fabrikarbeiter vor der Ausbeutung durch korrupte Aufseher zu schützen. Als seine Lüge auffliegt, beschließt er, im echten Shaolin-Kloster Kampfkünste zu lernen. Dort wird er – durch kreatives Beobachten der Bauarbeiten im Kloster – zum Meister einer eigenen Stilrichtung. Er kehrt zurück, um den Unterdrückten zu helfen und Gerechtigkeit zu üben.

## Synchronisation
Es gibt zwei deutsche Synchronisationsfassungen zum Film Die Rückkehr zu den 36 Kammern der Shaolin. Die erste Fassung stammt aus 1980, die zweite Fassung aus 2004. Die zweite Synchronisation des Films fand beim Hermes Synchron GmbH in Potsdam statt, die Dialogregie übernahm Hans-Jürgen Wolf.
| Rolle                        | Darsteller                      | Sprecher (1980)   | Sprecher (2004)               |
| ---------------------------- | ------------------------------- | ----------------- | ----------------------------- |
| Chu Jen-chieh / Chu Yen Chih | Chia-Hui Liu / Gordon Liu       | Heiner Lauterbach | Simon Jäger                   |
| Huay Moy                     | Kara Ying-hung Wai / Kara Hui a | Eva Kinsky        | Ranja Bonalana                |
| Fabrikbesitzer / Onkel Li    | Ching-ho Wong b                 | Bruno W. Pantel   | Rüdiger Evers / Thomas Hailer |
| Lehrling / Ah Chan           | Hsiao Hou                       | Willi Röbke       | Hans-Jürgen Wolf              |
| Boss Wang Kao-feng           | Johnny Lung-Wei Wang            | Wolfgang Mascher  | Engelbert von Nordhausen      |

Fußnoten

## Produktion und Veröffentlichung
Obwohl Gordon Liu erneut die Hauptrolle übernahm, spielte er dieses Mal nicht den legendären San Te, sondern eine komplett neue Figur. Regisseur Lau Kar-leung verknüpfte die klassischen Trainingselemente mit Slapstick-Humor und Gesellschaftskritik. Gedreht wurde wie üblich in den Shaw-Brothers-Studios in Hongkong.
Die Premiere des Films fand am 24. August 1980 in Hongkong statt. Premiere in Westdeutschland war am 24. März 1981. 2015 erschien innerhalb der Reihe Shaw Brothers Classics eine DVD in den Sprachen Deutsch und Mandarin.

## Rezeption
Der Film wurde für seine originelle Mischung aus Komödie und Action sowie für die eindrucksvolle Kampfchoreografie gelobt. Die unkonventionelle Darstellung des Trainings wurde besonders positiv hervorgehoben. Viele Kritiker betonen, dass dieser Film zu den unterschätzten Klassikern des Genres gehört. Das Lexikon des internationalen Films urteilte: „Weniger eine Fortsetzung als ein vergröbertes, komödiantisches Remake von ‚Die 36 Kammern der Shaolin‘: eine sehr bescheidene, wenn auch unblutige Easternkomödie.“
Die Rückkehr zu den 36 Kammern der Shaolin gehört zu den Filmen, die das Genre Kung-Fu-Komödie maßgeblich geprägt haben. Er festigte den Ruf von Gordon Liu als vielseitigem Martial-Arts-Darsteller. Auch in der Popkultur wurde der Film mehrfach zitiert, etwa von Hip-Hop-Künstlern wie dem Wu-Tang Clan.